# Gennaro Cannavacciuolo
Gennaro Cannavacciuolo (Pozzuoli, 14 febbraio 1962 – Roma, 24 maggio 2022) è stato un attore, cantante e cabarettista italiano che lavorò soprattutto in campo teatrale nel genere musical. Attore-cantante eclettico, fu anche noto per i suoi one-man-show, per la partecipazione a serie e trasmissioni televisive, oltreché in numerose operette.

## Biografia
Fino ai diciotto anni seguì corsi teatrali parallelamente agli studi. Conseguito il diploma, lavorò per quattro anni nella compagnia di Eduardo De Filippo, fino alla morte di quest'ultimo; durante questa esperienza strinse una grande amicizia con Pupella Maggio con cui recitò anche in seguito.
Dopo la morte di Eduardo e un breve periodo trascorso con Luca De Filippo, dal 1987 interpretò ruoli in spettacoli importanti, tra i quali Cabaret di cui fu il primo interprete in Italia; Concha Bonita con musica di Nicola Piovani; Le notti di Cabiria; Il bacio della Donna Ragno; Carmela e Paolino e Questa sera Amleto. Al teatro Verdi di Trieste nel 1993 recitò ancora nel ruolo del maestro delle cerimonie in Cabaret con la compagnia della Rancia portando lo spettacolo in tour per due anni.
Dal 1996 interpretò il ruolo del brillante in varie operette. In modo continuativo per il teatro lirico Giuseppe Verdi di Trieste nel 1996 si esibì in Scugnizza, nel 1997 ne La principessa della ciarda con Paola Tedesco e la regia di Gino Landi, nel 1998 in Cin Ci La, nel 1999 in Rose-Marie di Rudolf Friml con Alessandro Safina, nel 2000 in Gräfin Mariza di Emmerich Kálmán, nel 2012 ne La vedova allegra, come anche in seguito nel 2014, 2017, 2019 e 2020 presso il teatro Verdi di Salerno, diretto da Daniel Oren. Lavorò inoltre per il teatro Politeama di Prato, il Verdi di Salerno sotto l'egida del teatro San Carlo di Napoli, per il teatro Verdi di Pisa, il teatro Carlo Felice di Genova ed il San Carlo di Napoli.
Dal 1987, ha preso parte a numerose serie televisive e film, fra cui La Romana di Giuseppe Patroni Griffi, La vita di Puccini di Giorgio Capitani, in Fuga per la vita con Gianni Morandi di Gianfranco Albano, Cugino e Cugino di Vittorio Sindoni, Clash of Futures di Jan Peter e Gunnar Dedio interpretando il ruolo dell'industriale Silvio Crespi.
Tra il 1990 e il 2011 ha partecipato come ospite fisso a varie trasmissione televisive, fra cui Domenica_in, sotto la conduzione di Pippo Baudo e Ci_vediamo_in_TV di Paolo Limiti, a Il Paese delle Sirene (Sorrento, 1995 e 1996) in eurovisione.
Dal 2010 si dedicò principalmente a recital scritti e diretti in prima persona, quali Volare - omaggio a Domenico Modugno, mentre nel 2014, fu protagonista con Fiorenza Cedolins ed Alessandro Safina di una puntata di Prima della prima in onda su Rai 3.
Morì improvvisamente a Roma il 24 maggio 2022 a 60 anni.
Nel 2024 viene istituito il Premio Gennaro Cannavacciuolo, a sostegno di giovani talenti e presentato alla Camera dei Deputati dal Presidente della Cultura della Camera.

## Filmografia

### Cinema
- Ladri di futuro, regia di Enzo Decaro (1991)
- Baby gang, regia di Salvatore Piscicelli (1992)
- Un'estate al mare, regia di Carlo Vanzina (2008)
- La vita è una cosa meravigliosa, regia di Carlo Vanzina (2010)

### Televisione
- La romana – miniserie TV, 3 episodi (1988)
- In fuga per la vita – miniserie TV, 3 episodi (1993)
- Prigioniere del cuore - film TV (2000)
- Ma il portiere non c'è mai? – miniserie TV (2002)
- Un ciclone in famiglia – serie TV, 1 episodio (2007)
- Vip – film TV (2008)
- Puccini – film TV (2009)
- Cugino & cugino – serie TV, 7 episodi, 2 dei quali non accreditato (2011)
- Una pallottola nel cuore – serie TV, 2 episodi (2016)
- Clash of futures – miniserie TV, 3 episodi (2018)
- L'amore strappato – serie TV, 1 episodio (2019)
- Romolo + Giuly: La guerra mondiale italiana – serie TV, 1 episodio (2019)
- Permette? Alberto Sordi – film TV, non accreditato (2020)
- Vincenzo Malinconico, avvocato d'insuccesso[9] – film TV, 1 episodio (2022)

## Teatro
- Questa sera… Amleto, regia di M. Prosperi (1984-1985)
- Ti darò quel fior, regia di M. Mete (1985-1988)
- Il fuoco divampa con furore, regia di M. Mete (1985-1986)
- Miseria e grandezza nel camerino Nr. 1, regia di C. De Chiara (1985-1986)
- A qualcuno piace caldo, regia di M. Mete (1987-1988)
- Figaro o le disavventure di un barbiere napoletano, regia di A. Savelli (1988-1989)
- L'aio nell'imbarazzo, regia di L. Ragni (1988-1989)
- Gilda, regia di M. Mete e G. Cannavacciuolo (1988-1989)
- L'alba, il giorno, la notte, regia di P. Panelli (1989-1990)
- Cafè Champagne, regia di A. Savelli (1990-1992)
- Carmela e Paolino varietà sopraffino, regia di A. Savelli (1990-1998)
- Le tre verità di Cesira, regia di A. Savelli (1990-2009)
- Amori inquieti, regia di A. Zucchi (1995-1996)
- Il bacio della donna ragno, regia di Puig (1998-2001)
- Le cinque rose di Jennifer, regia di G. Gleijeses (2001-2003)
- Ragazze sole con qualche esperienza, regia di G. Gleijeses (2003-2005)
- Ditegli sempre di sì, regia di Geppy Gleijeses (2008-2010)
- L'invisibile che c'è, regia di Paolo Triestino (2013-2015)

### Musical
- Cabaret, regia di Saverio Marconi (1993-1994)
- Dolci vizi al foro, regia di S. Marconi (1994-1995)
- Le notti di Cabiria, regia di S. Marconi (1997)
- Il ritorno del Turco in Italia, regia di A. Savelli (1998-2001)
- Concha Bonita, regia di A. Arias (2004-2008)
- Novecento napoletano, regia di Bruno Garofalo (2008-2010)
- Cyrano, regia di Bruno Garofalo (2019)

### Operette
- Cin Ci La, musica di Virgilio Ranzato, regia di R. Croce
- Contessa Maritza, musica di Emmerich Kálmán, regia di L. Mariani
- La principessa della ciarda, musica di Emmerich Kálmán, regia di G. Landi
- La vedova allegra, varie edizioni sotto le singole regie di Gino Landi, Simona Marchini, Vittorio Sgarbi e Daniel Oren
- Rose-Marie, musica di Rudolf Friml e Herbert Stothart, regia di Ivan Stefanutti
- Scugnizza, musica di Mario Costa, regia di Massimo Scaglione
- Zaide da Mozart, regia di P. Viano

### One-man-show
- Allegra era la Vedova? (2005 e 2018)
- Enock Arden, regia di P. Viano

### Recital
- Gran varietà, regia di Gennaro Cannavacciuolo (2008-2018)
- Il mio nome è Milly, regia di Gennaro Cannavacciuolo (2014-2018)
- Volare, regia di Marco Mete (2010-2021)
- Yves Montand. Un italien à Paris, regia di Gennaro Cannavacciuolo (2015-2022)
- Milva - donna di teatro, regia di Gennaro Cannavacciuolo (2022)

## Riconoscimenti
- 1992 – Premio Colpo di Teatro
- 1993 – Premio Bob Fosse – Un Oscar per il Musical
- 1998 – Premio Hesperia[10]
- 1998 – Premio Oplonti di Corallo
- 2002 – Premio Magna Graecia
- 2005 – Premio E.T.I. Olimpici del Teatro per Concha Bonita: miglior musical
- 2006 – Premio Girulà miglior attore non protagonista in Concha Bonita: ex aequo con Mauro Gioia[11]
- 2006 – Riconoscimento Adelaide Ristori
- 2009 – Premio E.T.I. Olimpici del Teatro come miglior attore non protagonista[12]
- 2010 – Premio Feronia di San Severino Marche[13]
- 2015 – Premio Caesar – Comune di San Vito Romano e Consiglio Regionale del Lazio
- 2017 – Premio Rocca d'oro[14]
- 2019 – Premio ITFF Career Award – International Tour Film Festival[15]